# 非洲地理考察
非洲地理考察是指歐洲人对非洲大陆的考察活动。歐洲人在古典时代就已經熟悉了北非地理。
欧洲人对撒哈拉以南非洲的探索始于15世纪的地理大发现，當時航海家恩里克積極探索非洲。1415年，休达被占领，標誌著近世西方國家開始入侵非洲，同時非洲奴隸貿易開啟。1488年3月12日，巴爾托洛梅烏·迪亞士首次抵達好望角，開闢了歐洲通往印度和遠東的海上航线，但在16和17世纪，欧洲人对非洲的探索仍然非常有限。當時欧洲人只是在非洲沿海建立贸易站，同时积极探索和开拓新大陆。至18世纪，當時只有個別探險家探索了马达加斯加岛和南非内地，當時歐洲幾乎都沒有關於热带非洲的地理出版物。
截至19世纪初，欧洲人对撒哈拉以南非洲的内陆地區的了解还很有限。1830年代和1840年代，歐洲人開始探索南部非洲。截至19世纪中叶和瓜分非洲時期，整個非洲只有刚果盆地和大湖地区對歐洲人來說還比較陌生。19世纪后期的世界地图上，沒畫上的地方只剩下北极、南极、亞馬遜盆地以及刚果盆地和大湖地区。19世紀下半葉，约翰·汉宁·斯皮克、理查德·弗朗西斯·伯顿、大卫·利文斯通和亨利·莫顿·斯坦利等探險家紛紛涉足非洲剩下的未知之地。截至1870年代，歐洲人大致上對整個非洲大陸都有所了解，非洲未知之地的探索基本上告一段落。